# Primeira da Cidade Líder
A Sociedade Recreativa Cultural Escola de Samba Primeira da Cidade Líder é uma escola de samba da cidade de São Paulo.
Fundada em 1993 pelo compositor Odair Fala Macio na Cidade Líder, um distrito da Zona Leste paulistana, a escola teve uma longa trajetória até 2010, quando perdeu o direito de desfilar. Em 2015 a agremiação recebeu o direito de voltar a concorrer o carnaval no último grupo na Uesp, União das Escolas de Samba Paulistanas, quando assumiu a nova gestão dos irmãos Rodrigo Minuetto e Rodolfo Minuetto, compositores consagrados no carnaval de São Paulo, juntamente com Mário Alves. No ano de 2018 sagrou-se campeã do Grupo 2 da UESP, conseguindo o direito de desfilar no Grupo de Acesso 2 da Liga e fazer sua estreia no Anhembi a partir do ano seguinte.

## Segmentos

### Presidentes
| Nome                              | Mandato           | Ref.  |
| --------------------------------- | ----------------- | ----- |
| Odair Ferreira "Odair Fala Macio" | 1993 - 2001       |       |
| Valter Sebastião Procópio         | 2001 - 2005       |       |
| Wanderlei da Silva "Delei"        | 2005 - 2010       |       |
| Mario Alves Lucas                 | 2010 - atualidade | [ 3 ] |

### Intérpretes
| Carnavais | Intérprete Oficial                      | Referências |
| --------- | --------------------------------------- | ----------- |
| 2020-     | Régis Swing,Luizinho e Rodrigo Minuetto |             |

### Diretores
| Período           | Diretor de Carnaval                                                                                        | Diretor geral de harmonia               | Mestre de bateria       | Ref.  |
| ----------------- | --- | --------------------------------------- | ----------------------- | ----- |
| 2016/2017-        | Rodolfo Minuetto, Rodrigo Minuetto, Vitor Gabriel e Guilherme Cruz                                         | Neto Reis                               | Mestre Alexandre Júnior |       |
| 2018-             | Rodolfo Minuetto, Rodrigo Minuetto, Vitor Gabriel e Guilherme Cruz                                         | Neto Reis, Edegar Cirilo e Norma Regina | Mestre Alexandre Júnior | [ 3 ] |
| 2019-             | Rodrigo Minuetto, Rodolfo Minuetto,Elias Aracati, MarquinhoJb, Fábio, Edegar Cirilo, Everton, Norma Regina | Edegar Cirilo e Norma Regina            | Mestre Alexandre Júnior |       |
| 2020-             | Rodrigo Minuetto, Rodolfo Minuetto,Elias Aracati e Lourival                                                | Maurício Alonso                         | Mestre Alexandre Júnior |       |
| 2020 - Atualidade | Rodrigo Minuetto e Rodolfo Minuetto                                                                        | Comissão de harmonia                    | Alexandre jr            |       |

### Coreógrafo
| Período | Nome           | Ref. |
| ------- | -------------- | ---- |
| 2021    | Du Bittencourt |      |

### Casal de Mestre-sala e Porta-bandeira
| Período           | Nome                              | Ref. |
| ----------------- | --------------------------------- | ---- |
| 2016              | Higor Ferreira e Nayomi Pires.    |      |
| 2017 - 2019       | Higor Ferreira e Victoria Devonne |      |
| 2020              | Higor Ferreira e Sandra Jesus     |      |
| 2021 - atualidade | Fabiano Dourado e Sandra Jesus    |      |

### Corte de Bateria
| Período         | Rainha         | Ref. |
| --------------- | -------------- | ---- |
| 2017-atualidade | Amanda Martins |      |

## Carnavais
| Ano                                      | Colocação | Grupo | Enredo | Carnavalesco | Ref         |
| ---------------------------------------- | --- | --- | --- | --- | ----------- |
| 1995                                     | 5º Lugar | Seleção A - UESP | São João na Apoteose do Carnaval Paulistano | Comissão de Carnaval                                                                                                   |             |
| 1996                                     | 7º Lugar | Seleção A - UESP | As Quatro Estações do Ano | Comissão de Carnaval                                                                                                   |             |
| 1997                                     | 4º Lugar | Seleção A - UESP | A Lavagem do Bonfim | Comissão de Carnaval                                                                                                   |             |
| 1998                                     | 5º Lugar | 3 Leste - UESP | Vou como posso no Galo da Madrugada | Comissão de Carnaval                                                                                                   |             |
| 1999                                     | 5º Lugar | 3 Leste - UESP | No esplendor da Natureza | Comissão de Carnaval                                                                                                   |             |
| 2000                                     | 7º Lugar | 3 Leste - UESP | A Noite em Sampa | Comissão de Carnaval                                                                                                   |             |
| 2001                                     | 2º Lugar | 3 Leste - UESP | Sexta-Feira 13 - Feitiço, Magia, Lendas e Superstições | Jorge Henrique |             |
| 2002                                     | 5º Lugar | 2 Leste - UESP | O Despertar dos Tambores no Chão do Brasil | Comissão de Carnaval                                                                                                   |             |
| 2003                                     | 5º Lugar | 3 Leste - UESP | Casa Grande e Senzala | Ricardo e Jorge Henrique                                                                                               |             |
| 2004                                     | 6º Lugar | 3 Leste - UESP | São Paulo de Piratininga - Pequena História de uma Grande Cidade | Jorge Henrique |             |
| 2005                                     | Campeã | 3 Leste - UESP | Ecologia - O Ecossistema abalado pela devastação | Jorge Henrique |             |
| 2006                                     | 6º Lugar | 2 - UESP | Os Segredos da Lua | Jorge Henrique |             |
| 2007                                     | 11º Lugar | 2 - UESP | Lavagem do Bonfim. Tradições e representações da fé na Bahia no rufar dos tambores | Jorge Henrique |             |
| 2008                                     | 15º Lugar | 3 - UESP | Narciso Negro - As Estrelas Negras brilham no Sol da Vaidosa 1ª da Cidade Líder nos 120 Anos da Abolição                                                                                          | Jorge Henrique |             |
| 2009                                     | 5º Lugar | Espera - UESP | Primeira da Cidade Líder no Crescimento dos Negros e suas crenças na cultura após os 120 anos da Abolição                                                                                         | Jorge Henrique |             |
| 2010                                     | 9º Lugar | 4 - UESP | Axé | Comissão de Carnaval                                                                                                   | [ 4 ]       |
| De 2011 a 2015 não desfilou oficialmente | | | | |             |
| 2016                                     | Vice-campeã | 4 - UESP | O sol do samba ilumina a mente dessa gente. Evoluir sem destruir! Compositores: Rodrigo Minuetto, Rodolfo Minuetto, Guilherme Cruz e Vitor Gabriel                                                | Robson Silva, Anderson e Vinicius                                                                                      |             |
| 2017                                     | Vice-campeã | 3-UESP | África's: A essência de um continente alegre por natureza Compositores: Rodrigo Minuetto, Rodolfo Minuetto, Guilherme Cruz, Dema e André Ricardo                                                  | Comissão de Carnaval                                                                                                   |             |
| 2018                                     | Campeã | 2 - UESP | O Milagre do Sertão Compositores: Rodrigo Minuetto, Rodolfo Minuetto, Gui Cruz, Vitor Gabriel, Portuga e André Ricardo.                                                                           | Comissão de Carnaval                                                                                                   | [ 3 ] [ 2 ] |
| 2019                                     | 4º Lugar | Acesso 2 | Sou brasileiro, vou festejar Compositores: Tato Falamansa, André Ricardo, Marcelo Zola, Marquinhos JB, Didi Poeta, Wagnao da Leste, Tony Mitras, Elias Aracati, Betto Muniz, Gui Cruz e Ministro. | Stefano Melo e Robson Silva                                                                                            |             |
| 2020                                     | 7º Lugar | Acesso 2 | O canto do Engenho Velho | Robson Silva, Everton Visotto e Wesley BJ                                                                              | [ 5 ]       |
| 2021                                     | Inicialmente adiados para o mês de julho, os desfiles do Carnaval 2021 foram cancelados devido a pandemia de Covid-19. | Inicialmente adiados para o mês de julho, os desfiles do Carnaval 2021 foram cancelados devido a pandemia de Covid-19. | Inicialmente adiados para o mês de julho, os desfiles do Carnaval 2021 foram cancelados devido a pandemia de Covid-19.                                                                            | Inicialmente adiados para o mês de julho, os desfiles do Carnaval 2021 foram cancelados devido a pandemia de Covid-19. | [ 6 ]       |
| 2022                                     | 4º Lugar | Acesso 2 | Cordel Africano - Da Mãe África para o Nordeste brasileiro, a herança cultural de uma raça | Ewerton Visotto e Rodolfo                                                                                              | [ 7 ] [ 8 ] |
| 2023                                     | 4º Lugar | Acesso 2 | 70 anos de uma escola diferente, lá vem Salgueiro! | Ewerton Visotto | [ 9 ]       |
| 2024                                     | 5º Lugar | Acesso 2 | Salve ela! A Majestade do Samba Portela! | Ewerton Visotto | [ 10 ]      |
| 2025                                     | 4° Lugar | Acesso 2 | Ajodun Odé, em seus 40 anos de axé Pai Tinho celebra Oxóssi | Ewerton Visotto e Cristiano Oliveira                                                                                   | [ 11 ]      |
| 2026                                     | | Acesso 2 | Paulo Barros, o Gênio do Carnaval | Anderson Rodrigues |             |